# Citadelle de Cambrai
La citadelle de Cambrai fut fondée par Charles Quint à l'emplacement de "l'abbaye du Mont-des-Bœufs" où était inhumé saint Géry à Cambrai (Nord).
Cette citadelle connut la guerre des Flandres de 1656 à 1677, date à laquelle Louis XIV et Vauban la prirent des mains du comte de Fuentes.
Sa porte a été classée monument historique en 1932.

## Origines
La citadelle est bâtie sur le point le plus haut de la ville: le "Mont des Bœufs". C'est à cet endroit que saint Géry fonda l'église Saint Loup et Saint Médard qui devait devenir plus tard un lieu de pèlerinage autour de son propre tombeau. Pendant tout le Moyen Âge, cette abbaye participa à la renommée de Cambrai.

## La construction
Charles Quint voulait s'imposer sur les territoires neutres entre le Royaume de France et son territoire. Il voulut alors bâtir une citadelle à Cambrai. Il fit venir des architectes italiens et décida de sacrifier l'abbaye du Mont-des-Bœufs. Celle-ci et des centaines de maisons furent abattues pour laisser place à la forteresse formée par un quadrilatère et terminée par quatre bastions.

### Les apports français
Après la prise de la ville par les Français en 1677, Louis XIV confia à Vauban l'amélioration de la citadelle. Celui-ci ajouta des demi-lunes, des redoutes, améliora les bastions et fit ajouter des talus pour permettre une meilleure défense de la place.

### Démantèlement et vestiges
Lors du démantèlement des fortifications à la fin du XIXe siècle, la citadelle ne fut pas épargnée. La quasi-totalité des structures entourant l'endroit furent abattues ou enterrées. Aujourd'hui, la citadelle est amputée de ses bastions, et la plupart des bâtiments de caserne n'ont pas survécu.

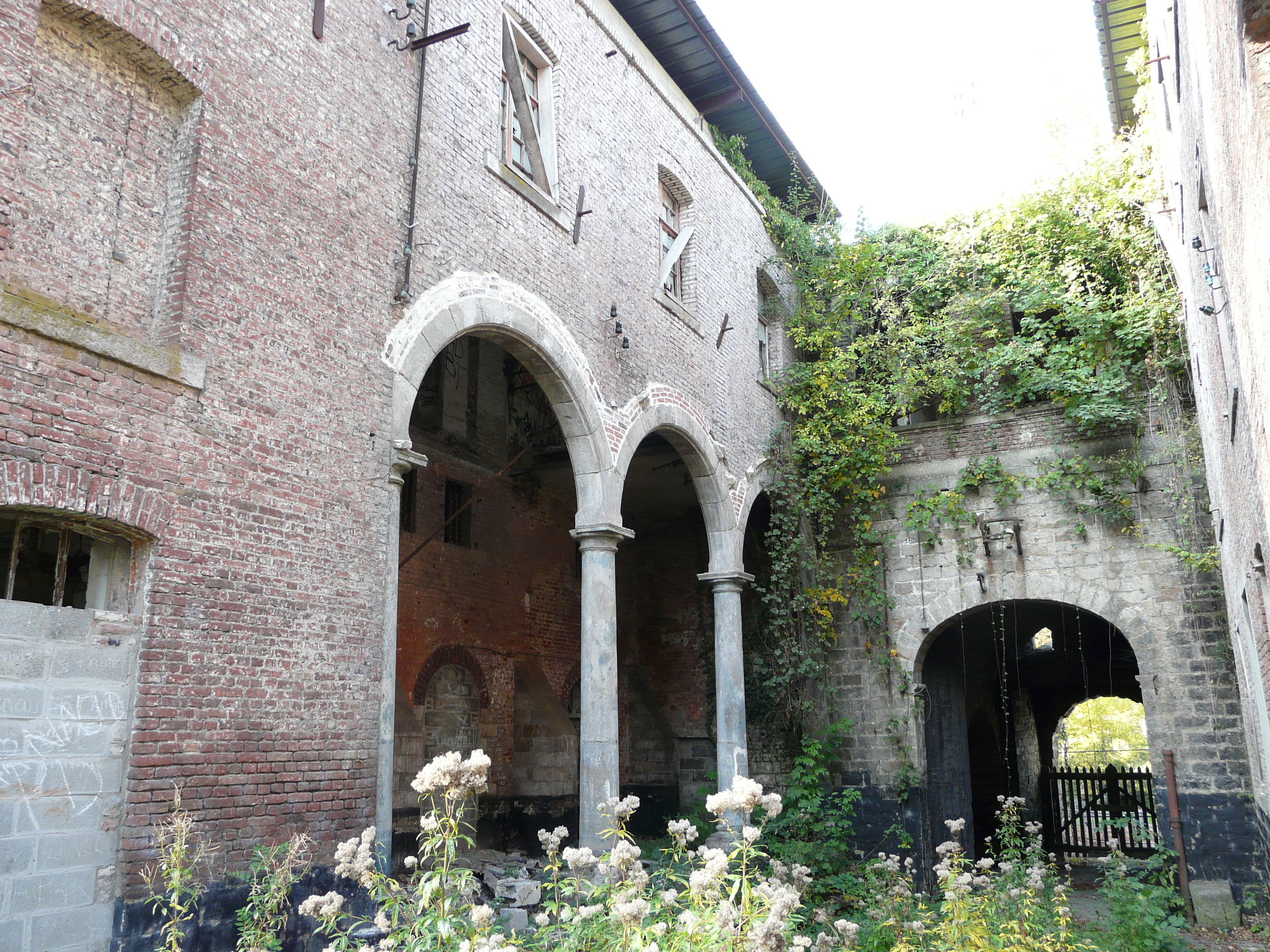
L'entrée de la citadelle en 2011.
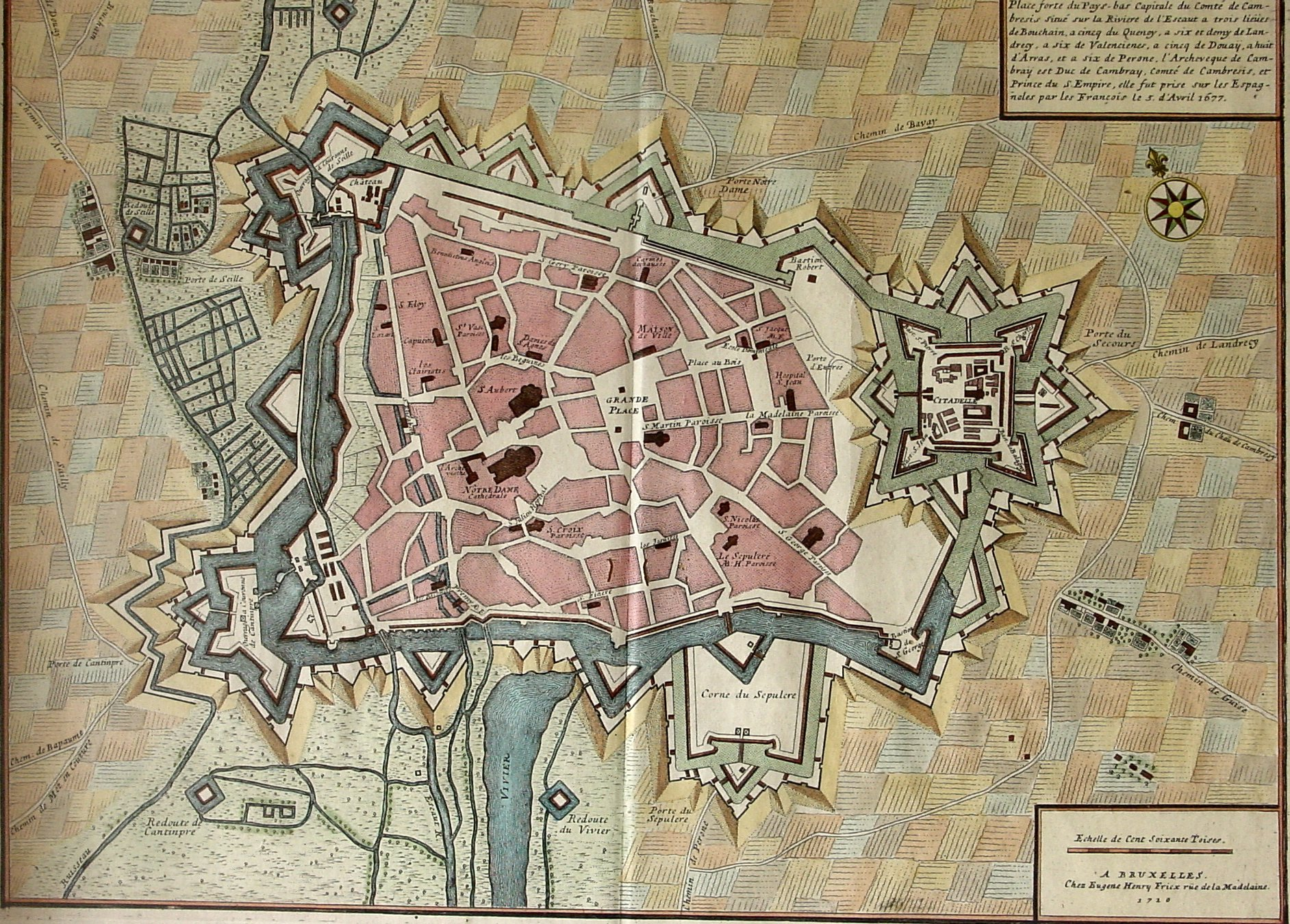
Plan de la ville datant de 1710.
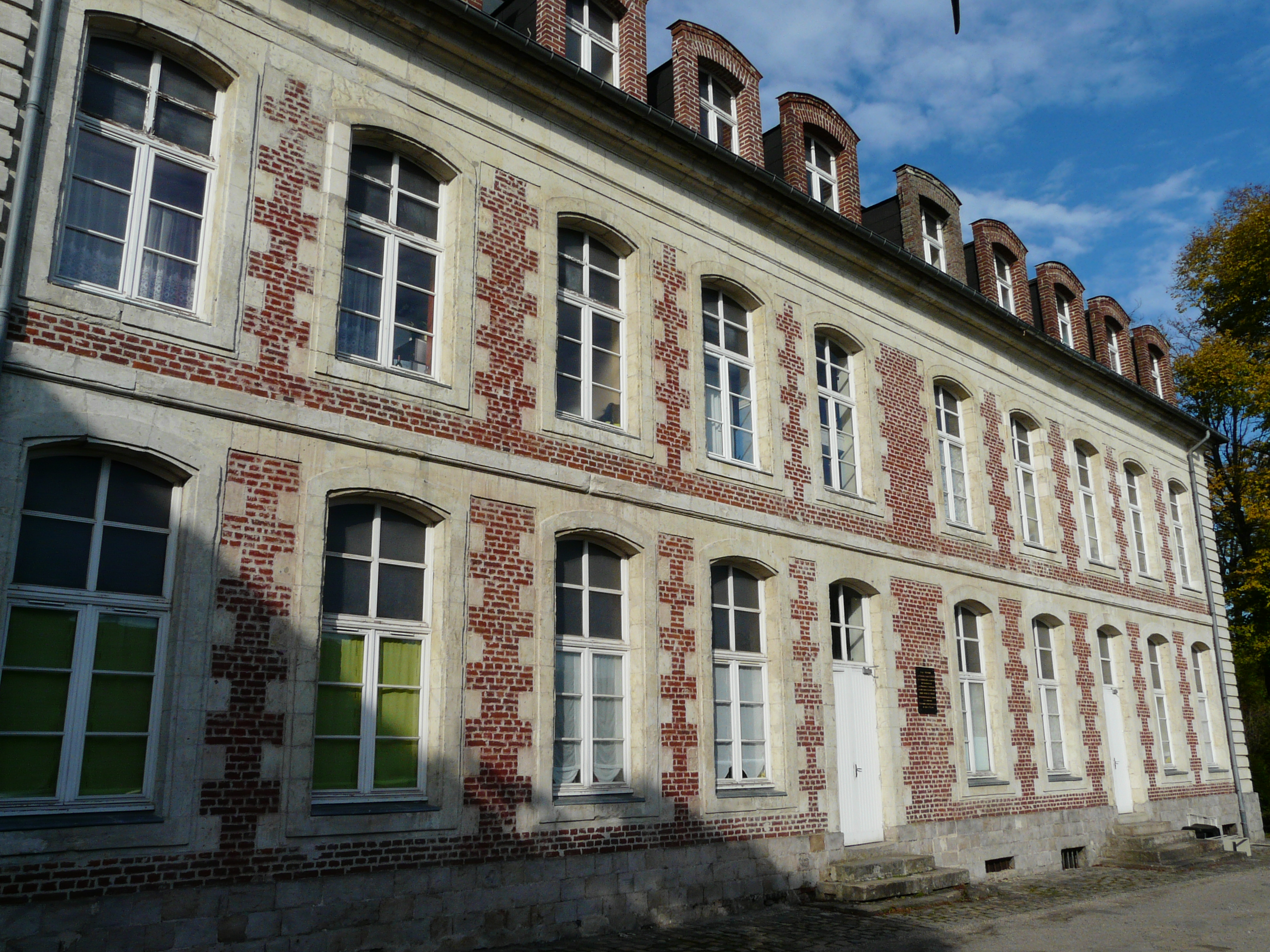
L'intérieur de la citadelle.

## L'église de la Citadelle
Au cours de la période espagnole, le gouverneur Don Sancho Martinez de Leyva (es) lança la construction d'une église au milieu de la place forte. Après son décès en 1601 et son inhumation au sein de l'édifice, les travaux s'achevèrent finalement sous le commandement de son successeur Don Juan Pelegrin. L'église fut consacrée le 28 avril 1602 par l'archevêque Maximilien de Berghes sous le vocable de saint Jacques.
Après la prise de la ville de Cambrai par Louis XIV en 1677, l'église fut reconsacrée sous le vocable de saint Louis de la Citadelle.
Fermée après la Révolution française, l'église servit de magasin d'artillerie. Les derniers vestiges de l'église furent rasés vers 1858 sous le commandement du capitaine Renard. Plusieurs tombes d'anciens gouverneurs et de dignitaires sont alors découvertes.
Une nouvelle église portant ce vocable fut consacrée aux abords de la citadelle à partir de 1909 sur les terrains libérés par le démantèlement de la ville à la fin du XIXe siècle.